# Paradaeum
Paradaeum is een geslacht van hooiwagens uit de familie Triaenonychidae.
De wetenschappelijke naam Paradaeum is voor het eerst geldig gepubliceerd door Lawrence in 1931. 

## Soorten
Paradaeum is monotypisch en omvat slechts de volgende soort:
- Paradaeum rattrayi